# Baconsthorpe Castle

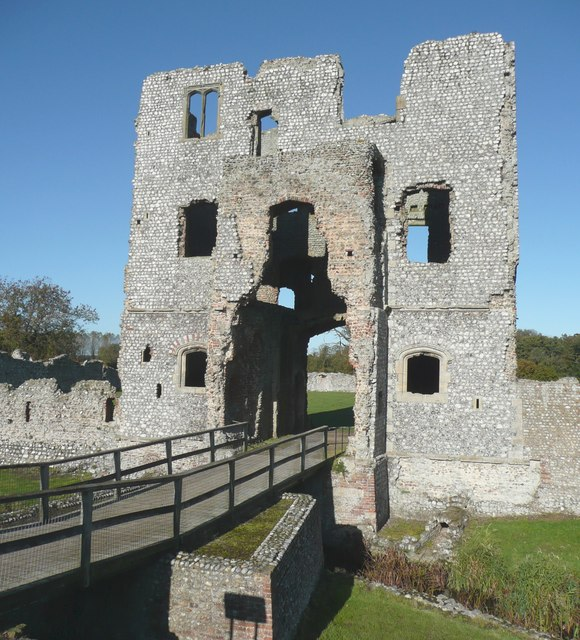
Inneres Torhaus von Baconsthorpe Castle

Baconsthorpe Castle ist die Ruine eines befestigten Herrenhauses im Dorf Baconsthorpe in der englischen Grafschaft Norfolk. English Heritage hat es als historisches Gebäude I. Grades gelistet und es gilt als Scheduled Monument.

## Geschichte
Die Heydons waren eine ambitionierte Familie. Sie erwarben ihr Vermögen zuerst als Rechtsgelehrte und dann im Wollhandel. John Heydon wurde bekannt und kam zu Einfluss als Unterstützer und Verbündeter von William de la Pole, 1. Duke of Suffolk. In den turbulenten Zeiten der Rosenkriege (1455–1485) wechselte John Heydon öfters die Seiten zu seinem eigenen Vorteil. Auch wenn er es schaffte, ein großes Vermögen anzuhäufen, machte er sich doch viele Feinde und wurde von seinen Zeitgenossen als geschickt und streitsüchtig beschrieben. Seine Position verlangte eine sichere Operationsbasis.

### Bau
Diese Burg ließen John Heydon und Sir Henry Heydon zwischen 1460 und 1486 errichten. Anfangs gab es keine königliche Erlaubnis zur Befestigung, daher war das Gebäude nur ein vierseitiges Herrenhaus, das später befestigt wurde. Mit dem Familienvermögen wuchs auch das Haus und wurde verfeinert. An der Ostseite lag ein See; die anderen Seiten wurden durch einen tiefen Burggraben geschützt.

### Inneres Torhaus
In die Mitte der Südmauer wurde ein dreistöckiges Torhaus eingebaut. Es war ein imposantes Symbol von John Heydons Herrschaft. Dieses Torhaus war auch groß genug, um in Zeiten der Gefahr als selbständige Residenz verteidigt zu werden. Es hatte zwei Logen im Erdgeschoss, eine für den Torwächter, die andere für den obersten Diener. Im Obergeschoss befand sich eine geräumige Folge von Schlafkammern für die Familie Heydon. Im letzten Willen von John Heydons Sohn, Sir Henry Heydon befindet sich eine Beschreibung dieser Räume. Sie werden als luxuriös ausgestattet mit Federbetten und Seidenvorhängen beschrieben. Der kleine Raum direkt über der Vorhalle war als Privatkapelle gedacht.

### Das Geviert

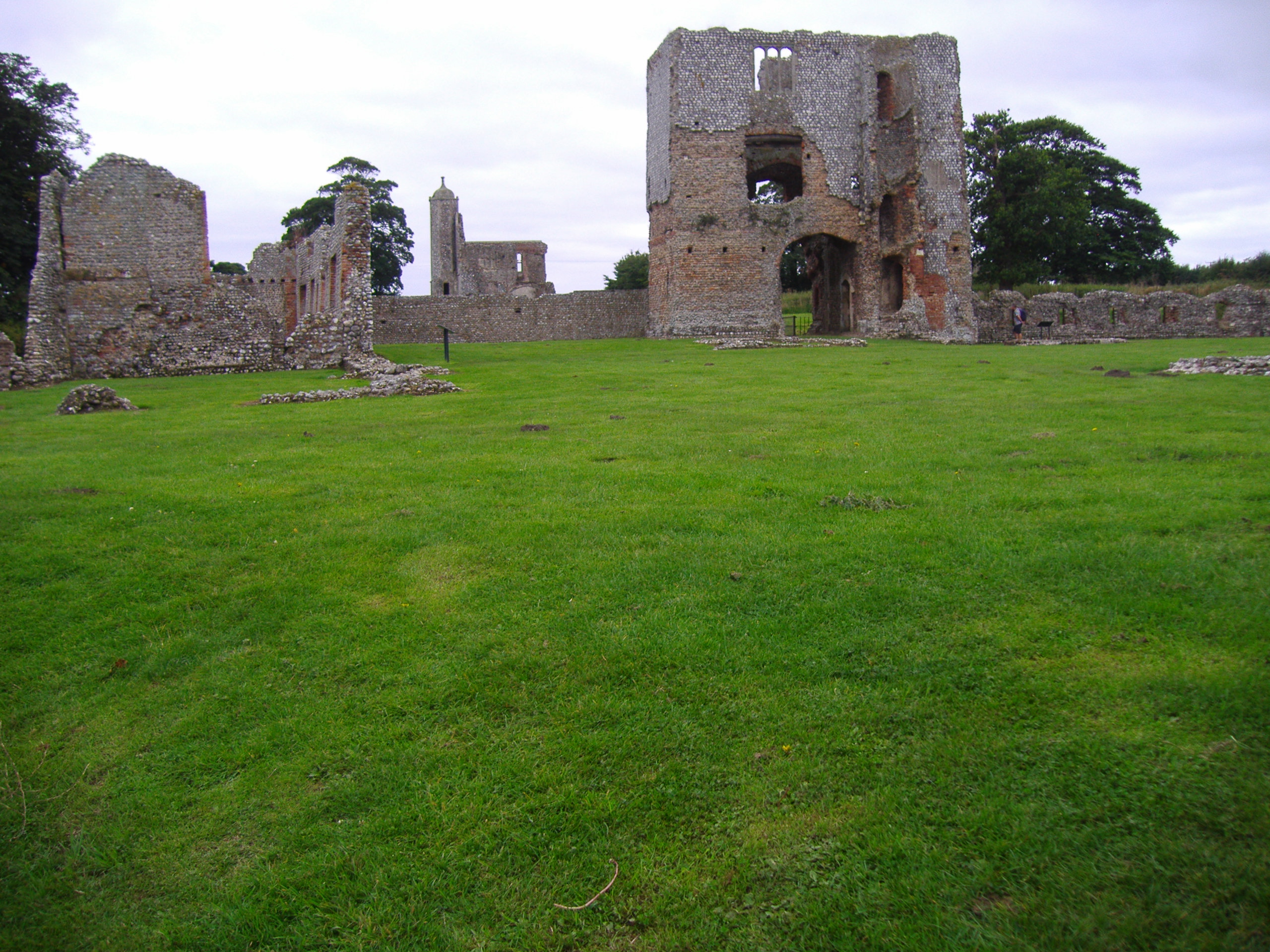
Blick über das Geviert von der Nordostecke aus.

Das Geviert wurden mit Mauern, Türmen und Gebäudefluchten fertiggestellt. Eine Gebäudeflucht für die Dienerschaft stand auf der Ostseite des Gevierts. Diese Gebäude ließ in der Tudorzeit John Heydon II. in eine Fabrik zur Wollverarbeitung umbauen. Die großen Fenster dieses Gebäudes sorgten für ausreichende Belichtung zum Spinnen und Weben. Viele der Tuche, die in Baconsthorpe hergestellt wurden, wurden in die Niederlande verkauft. Der grobe Stoff wurde durch Walken weich gemacht. Dies bestand aus dem Stampfen des Stoffes mit den Füßen in Seifenwasser oder abgestandenem Urin. Man denkt, dass dieser Prozess im Turm an der Nordostecke des Gevierts durchgeführt wurde.

### Äußeres Torhaus
Eine Zugbrücke überspannte den Burggraben. 46 Meter südlich wurde ein äußeres Torhaus errichtet. Dieses äußere Torhaus war ein späterer Anbau außerhalb an die mit einem Burggraben versehene Residenz und sollte den Status und den Reichtum der Familie zeigen. Es bildete als Teil des äußeren Hofes einen beeindruckenden Eingang zu Heydons Anwesen. Dieser Hof wurde an der Ostseite durch eine Reihe von Bauernhäusern flankiert. Die Westflanke bildete eine lange Scheune, von der heute noch Teile von ortsansässigen Bauern genutzt werden.
Über das Haus wurde im 16. Jahrhundert gestritten, als sein damaliger Eigner, Sir William Heydon (1540–1594) sich verschuldete und es verpfändete. Im Jahre 1590 entschloss er sich dazu, einen Teil seiner Ländereien zu verkaufen, wogegen allerdings sein Sohn, Sir Christopher Heydon (1561–1623) Einspruch einlegte. Dann drohte Sir William mit der Zerstörung des Hauses, aber Sir Christopher erwirkte beim Privy Council ein Verbot der Zerstörung und das Haus war so gerettet. Nach dem englischen Bürgerkrieg verfiel das Haus zur Ruine.

## Heutiger Zustand
Die Ruinen bestehen aus Feuerstein mit einigen Mauerziegeln. Die Kurtine ist komplett und beinhaltet Reste von Türmen. Sie bildet eine quadratische Einfriedung von 30 Metern × 30 Metern. Die Überreste des dreistöckigen Torhauses mit dem zweistöckigen Vorsprung für die Zugbrücke liegen in der Mitte der Südmauer. Entlang der Ostmauer liegt die Ruine einer zweistöckigen Gebäudeflucht.
Die Ruinen werden von English Heritage verwaltet und sind öffentlich zugänglich.

## Galerie

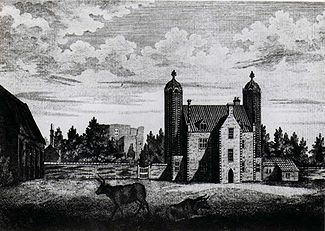
Eine Gravierung von Baconsthorpe Castle von J. Page (1781)
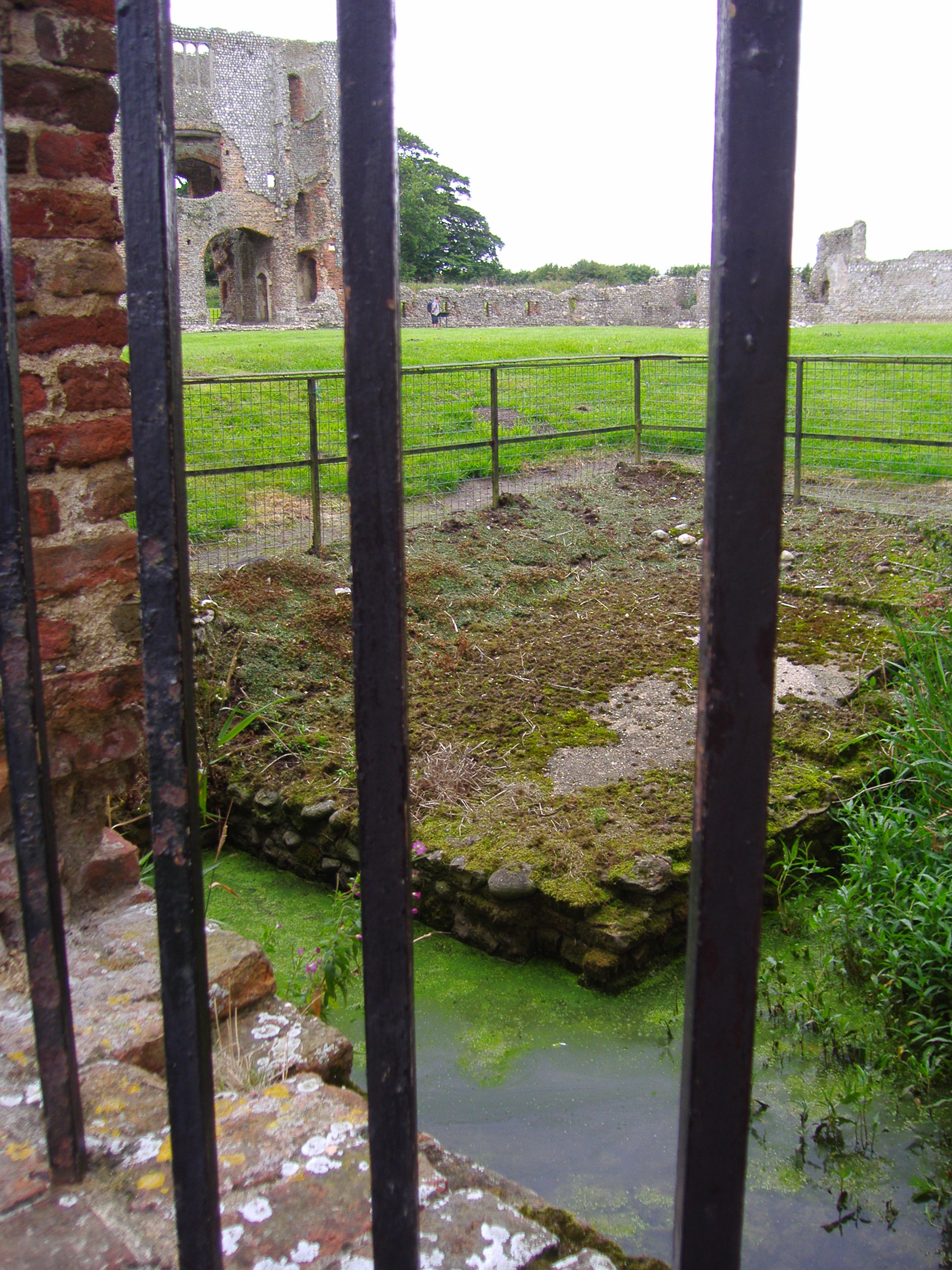
Der Nordostturm, in dem der Walkprozess durchgeführt wurde
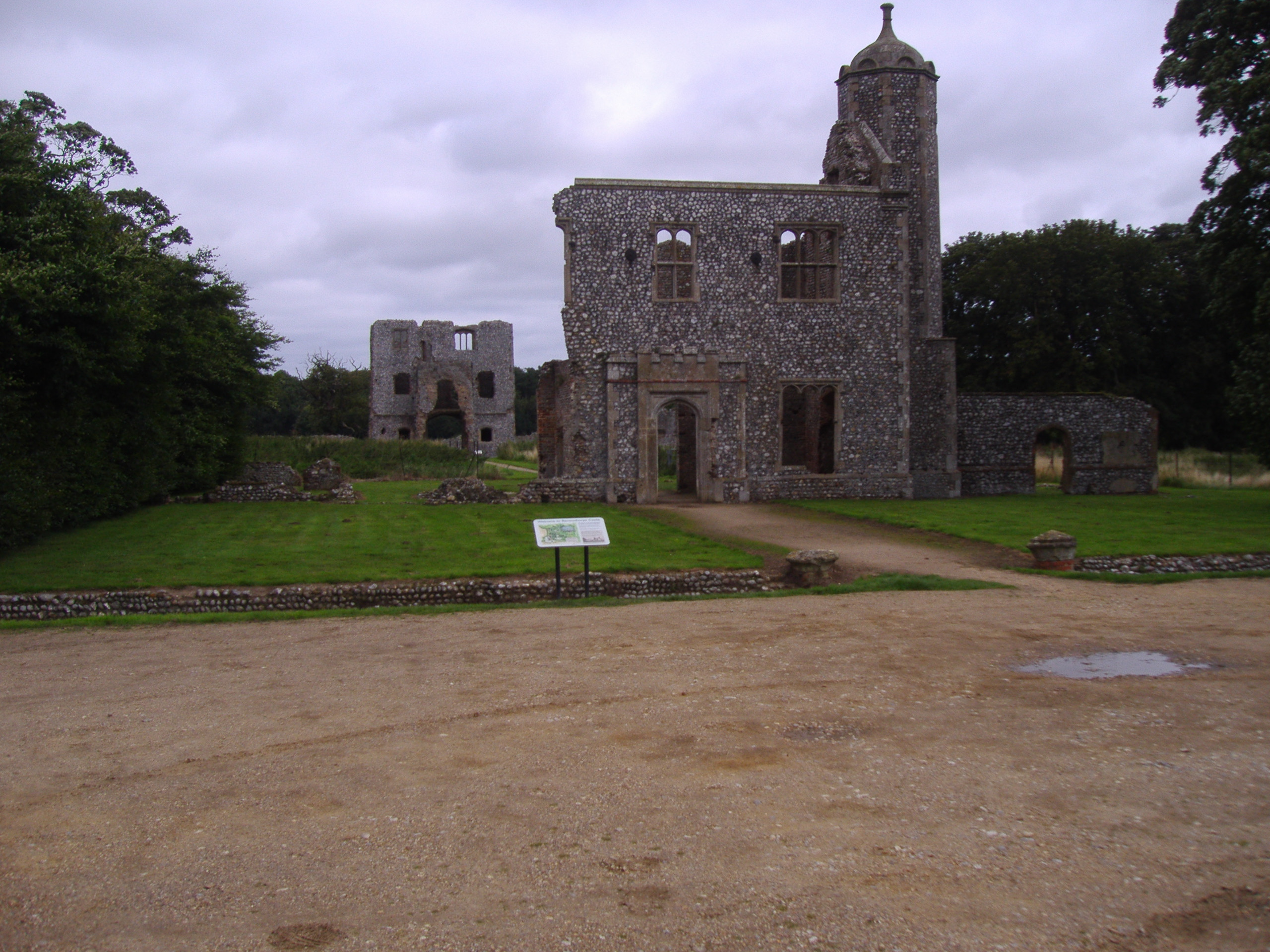
Das äußere Torhaus und das innere Torhaus dahinter
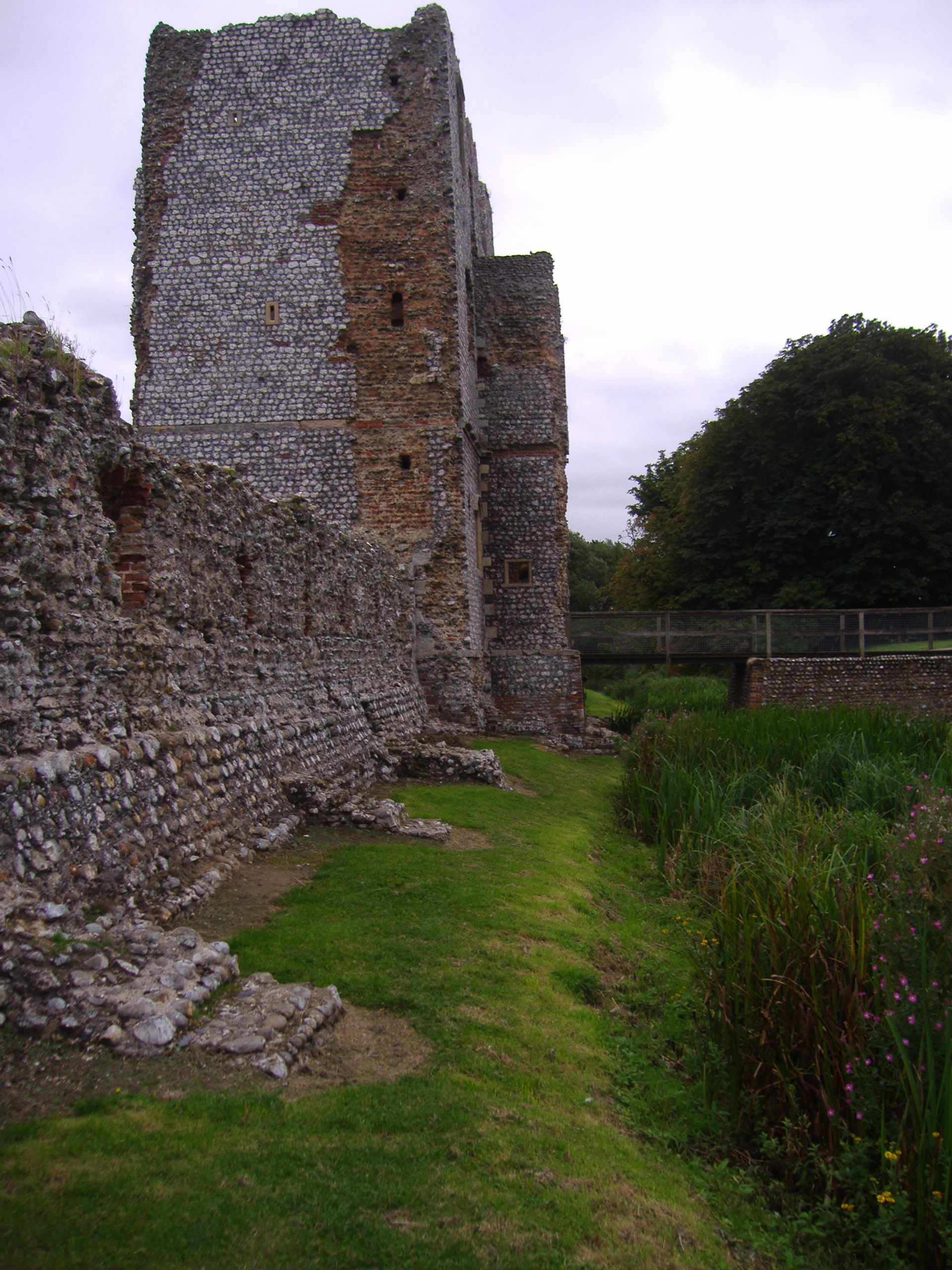
Südfassade des inneren Torhauses
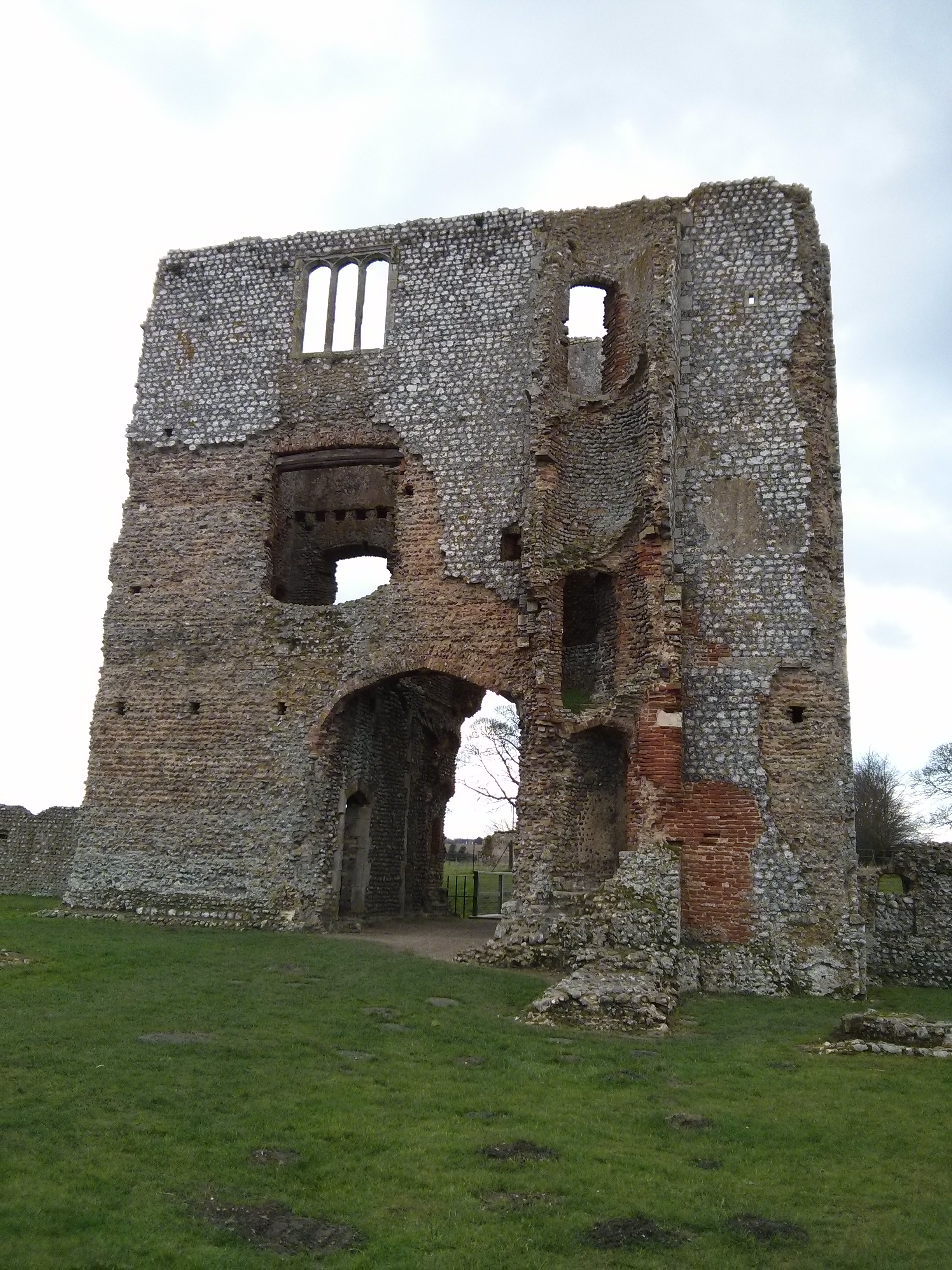
Blick auf das innere Torhaus vom Innenhof der Burg
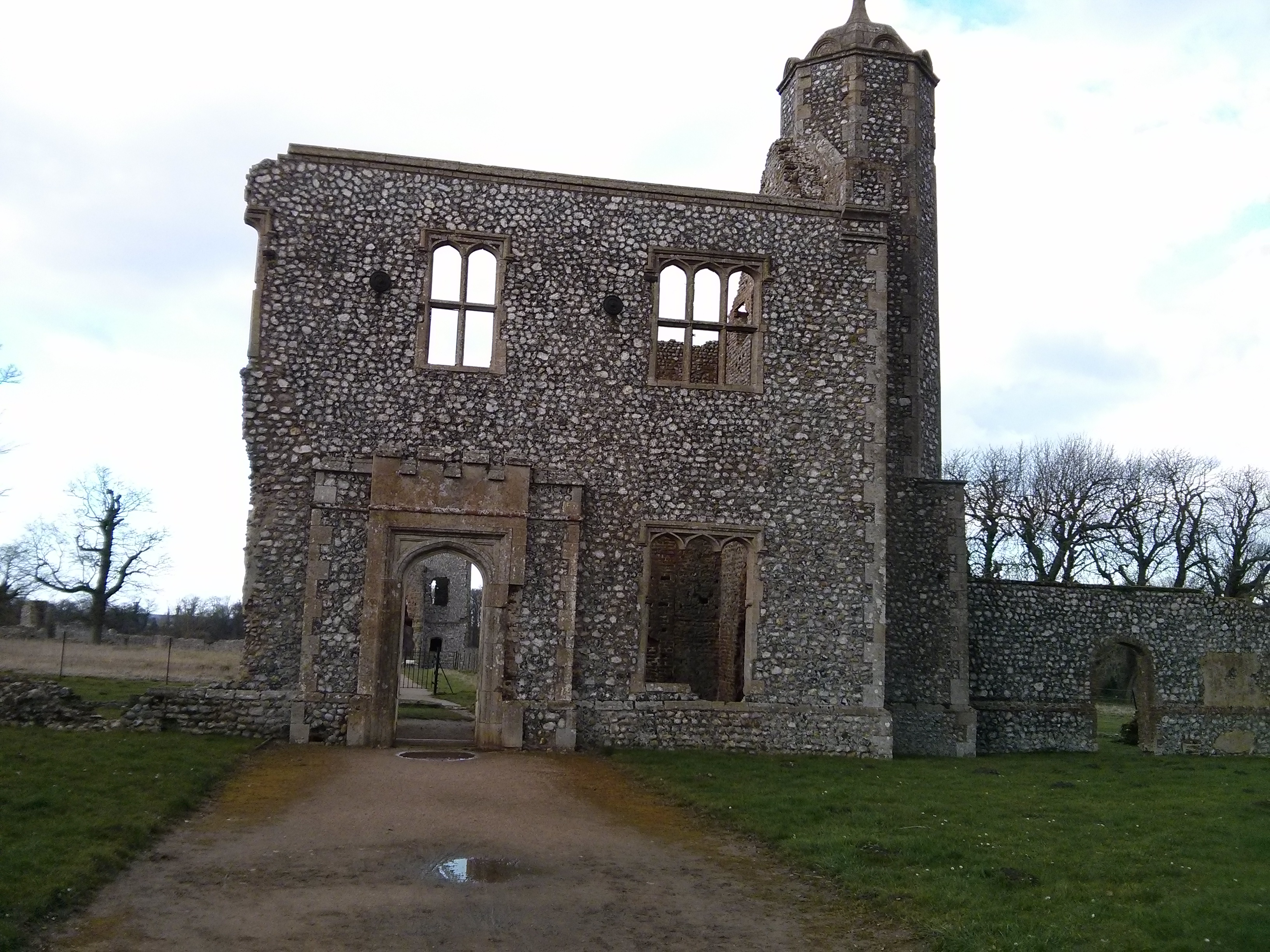
Blick auf das äußere Torhaus von außerhalb der Burg
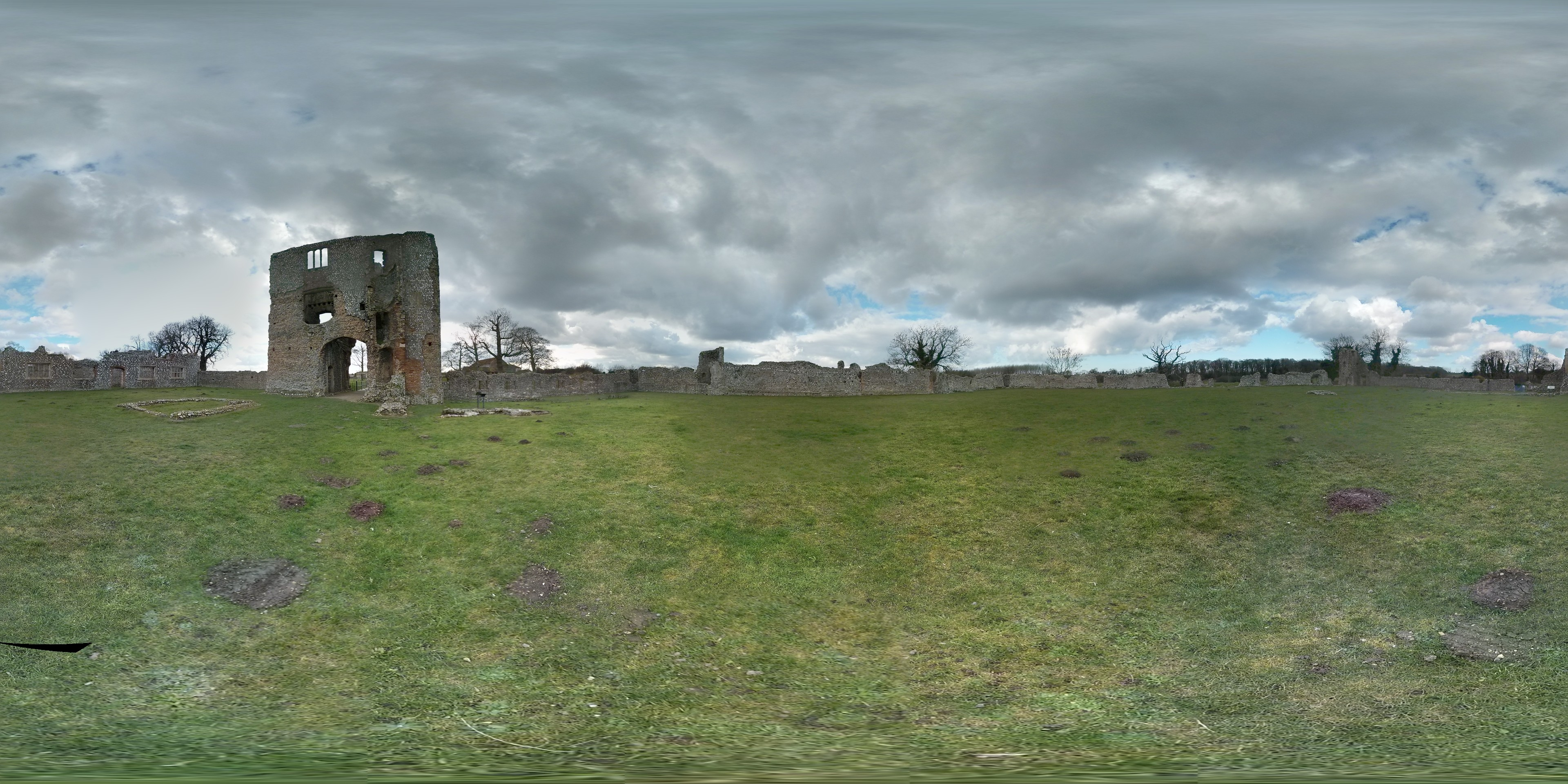
Panorama des Inneren der Burg